# Primi ministri dell'Iraq
Questa è una lista dei primi ministri dell'Iraq dal 1920, anno di creazione del Regno dell'Iraq.

## Elenco
| Name                                             | Name                                                              | Immagine                                         | Nascita-Morte                                    | Inizio dell'incarico                             | Termine dell'incarico                            | Elezioni                                                                 | Partito politico                                                         | Capo dello Stato                                 |                                                  |
| Mandato britannico della Mesopotamia (1920-1932) | Mandato britannico della Mesopotamia (1920-1932)                  | Mandato britannico della Mesopotamia (1920-1932) | Mandato britannico della Mesopotamia (1920-1932) | Mandato britannico della Mesopotamia (1920-1932) | Mandato britannico della Mesopotamia (1920-1932) | Mandato britannico della Mesopotamia (1920-1932)                         | Mandato britannico della Mesopotamia (1920-1932)                         | Mandato britannico della Mesopotamia (1920-1932) | Mandato britannico della Mesopotamia (1920-1932) |
| ------------------------------------------------ | ----------------------------------------------------------------- | ------------------------------------------------ | ------------------------------------------------ | ------------------------------------------------ | ------------------------------------------------ | ------------------------------------------------------------------------ | ------------------------------------------------------------------------ | ------------------------------------------------ | ------------------------------------------------ |
| 1                                                | ʿAbd al-Raḥmān al-Kaylānī, Naqīb al-Ashrāf1841-1927               |                                                  |                                                  | 11 novembre 1920                                 | 20 novembre 1922                                 | 1922                                                                     | Religioso/Indipendente                                                   | Faysal I                                         |                                                  |
| 2                                                | ʿAbd al-Muḥsin al-Saʿdūn (1ª volta) 1879-1929                     |                                                  |                                                  | 20 novembre 1922                                 | 22 novembre 1923                                 | 1922                                                                     | Militare                                                                 | Faysal I                                         |                                                  |
| 3                                                | Jaʿfar al-ʿAskarī (1ª volta)                                      |                                                  | 1887-1936                                        | 22 novembre 1923                                 | 2 agosto 1924                                    | 1922                                                                     | Militare                                                                 | Faysal I                                         |                                                  |
| 4                                                | Yāsīn al-Hāshimī (1ª volta)                                       |                                                  | 1894-1937                                        | 2 agosto 1924                                    | 26 giugno 1925                                   | 1922                                                                     | Militare/Ḥizb al-Shaʿb (Partito del Popolo)                              | Faysal I                                         |                                                  |
| 5                                                | ʿAbd al-Muḥsin al-Saʿdūn (2ª volta)                               |                                                  | 1879-1929                                        | 26 giugno 1925                                   | 21 novembre 1926                                 | 1925                                                                     | Militare/Ḥizb al-Taqaddum (Partito del Progresso)                        | Faysal I                                         |                                                  |
| 6                                                | Jaʿfar al-ʿAskarī (2ª volta)                                      |                                                  | 1887-1936                                        | 21 novembre 1926                                 | 11 gennaio 1928                                  | 1925                                                                     | Militare/Ḥizb al-ʿAhd al-ʿIrāqī (Partito del Patto Iracheno)             | Faysal I                                         |                                                  |
| 7                                                | ʿAbd al-Muḥsin al-Saʿdūn (3ª volta)                               |                                                  | 1879-1929                                        | 11 gennaio 1928                                  | 28 aprile 1929                                   | 1928                                                                     | Militare/Ḥizb al-Taqaddum (Partito del Progresso)                        | Faysal I                                         |                                                  |
| 8                                                | Tawfīq al-Suwaydī (1ª volta)                                      |                                                  | 1892-1968                                        | 28 aprile 1929                                   | 19 settembre 1929                                | 1928                                                                     | Indipendente                                                             | Faysal I                                         |                                                  |
| 9                                                | ʿAbd al-Muḥsin al-Saʿdūn (4ª volta)                               |                                                  | 1879-1929                                        | 19 settembre 1929                                | 13 novembre 1929                                 | 1928                                                                     | Militare/Ḥizb al-Taqaddum (Partito del Progresso)                        | Faysal I                                         |                                                  |
| 10                                               | Nāgī al-Suwaydī                                                   |                                                  | 1879-1929                                        | 18 novembre 1929                                 | 23 marzo 1930                                    | 1928                                                                     | Indipendente                                                             | Faysal I                                         |                                                  |
| 11                                               | Nūrī al-Saʿīd (1ª volta)                                          |                                                  | 1888-1958                                        | 23 marzo 1930                                    | 3 novembre 1932                                  | 1930                                                                     | Militare/Ḥizb al-ʿAhd al-ʿIrāqī (Partito del Patto Iracheno)             | Faysal I                                         |                                                  |
| Regno d'Iraq (1932-1958)                         |                                                                   |                                                  |                                                  |                                                  |                                                  |                                                                          |                                                                          |                                                  |                                                  |
| 12                                               | Nāgī Shawkat                                                      |                                                  | 1893-1980                                        | 3 novembre 1932                                  | 20 marzo 1933                                    | 1933                                                                     | Indipendente                                                             | Ghazi I                                          |                                                  |
| 13                                               | Rashīd ʿĀlī al-Kaylānī (1ª volta)                                 |                                                  | 1892-1965                                        | 20 marzo 1933                                    | 9 novembre 1933                                  | 1933                                                                     | Partito della Fratellanza Nazionale (Ḥizb al-Ikhāʾ al-Waṭanī)            | Ghazi I                                          |                                                  |
| 14                                               | Jamīl al-Midfaʿī (1ª volta)                                       |                                                  | 1890-1958                                        | 9 novembre 1933                                  | 27 agosto 1934                                   | 1933                                                                     | Militare                                                                 | Ghazi I                                          |                                                  |
| 15                                               | ʿAlī Jawdat al-Ayyūbī (1ª volta)                                  |                                                  | 1886-1969                                        | 27 agosto 1934                                   | 4 marzo 1935                                     | 1934                                                                     | Militare                                                                 | Ghazi I                                          |                                                  |
| 16                                               | Jamīl al-Midfaʿī (2ª volta)                                       |                                                  | 1890-1958                                        | 4 marzo 1935                                     | 17 marzo 1935                                    | 1934                                                                     | Militare                                                                 | Ghazi I                                          |                                                  |
| 17                                               | Yasin al-Hashimi (2ª volta)                                       |                                                  | 1894-1937                                        | 17 marzo 1935                                    | 30 ottobre 1936                                  | 1935                                                                     | Militare/Partito della Fratellanza Nazionale                             | Ghazi I                                          |                                                  |
| 18                                               | Ḥikmet Suleymān                                                   |                                                  | 1889-1964                                        | 30 ottobre 1936                                  | 17 agosto 1937                                   | 1936                                                                     | Partito della Fratellanza Nazionale                                      | Ghazi I                                          |                                                  |
| 19                                               | Jamīl al-Midfaʿī (3ª volta)                                       |                                                  | 1890-1958                                        | 17 agosto 1937                                   | 25 dicembre 1938                                 | 1937                                                                     | Militare                                                                 | Ghazi I                                          |                                                  |
| 20                                               | Nūrī al-Saʿīd (2ª volta)                                          |                                                  | 1888-1958                                        | 25 dicembre 1938                                 | 31 marzo 1940                                    | 1939                                                                     | Militare/Ḥizb al-ʿAhd al-ʿIrāqī (Partito del Patto Iracheno)             | Ghazi I                                          |                                                  |
| 21                                               | Rashīd ʿĀlī al-Kaylānī (2ª volta)                                 |                                                  | 1892-1965                                        | 31 marzo 1940                                    | 3 febbraio 1941                                  | 1939                                                                     | Partito della Fratellanza Nazionale                                      | Faysal II                                        |                                                  |
| 22                                               | Ṭāhā al-Hāshimī                                                   |                                                  | 1888-1961                                        | 3 febbraio 1941                                  | 13 aprile 1941                                   | 1939                                                                     | Militare                                                                 | Faysal II                                        |                                                  |
| 23                                               | Rashīd ʿĀlī al-Kaylānī (3ª volta)                                 |                                                  | 1892-1965                                        | 13 aprile 1941                                   | 30 maggio 1941                                   | 1939                                                                     | Partito della Fratellanza Nazionale                                      | Faysal II                                        |                                                  |
| 24                                               | Jamīl al-Midfaʿī (4ª volta)                                       |                                                  | 1890-1958                                        | 4 giugno 1941                                    | 10 ottobre 1941                                  | 1939                                                                     | Militare                                                                 | Faysal II                                        |                                                  |
| 25                                               | Nūrī al-Saʿīd (3ª volta)                                          |                                                  | 1888-1958                                        | 10 ottobre 1941                                  | 4 giugno 1944                                    | 1943                                                                     | Militare/Ḥizb al-ʿAhd al-ʿIrāqī (Partito del Patto Iracheno)             | Faysal II                                        |                                                  |
| 26                                               | Ḥamdī al-Bāgiahgī                                                 |                                                  | 1886-1948                                        | 4 giugno 1944                                    | 23 febbraio 1946                                 | 1943                                                                     | Indipendente                                                             | Faysal II                                        |                                                  |
| 27                                               | Tawfīq al-Suwaydī (2ª volta)                                      |                                                  | 1892-1968                                        | 23 febbraio 1946                                 | 1º giugno 1946                                   | 1943                                                                     | Ḥizb al-Aḥrār (Partito dei Liberi)                                       | Faysal II                                        |                                                  |
| 28                                               | Arshad al-ʿUmarī (1ª volta)                                       |                                                  | 1888-1978                                        | 1º giugno 1946                                   | 21 novembre 1946                                 | 1943                                                                     | Indipendente                                                             | Faysal II                                        |                                                  |
| 29                                               | Nūrī al-Saʿīd (4ª volta)                                          |                                                  | 1888-1958                                        | 21 novembre 1946                                 | 29 marzo 1947                                    | 1946                                                                     | Militare/Ḥizb al-Ittiḥād al-Dustūrī (Partito dell'Unione Costituzionale) | Faysal II                                        |                                                  |
| 30                                               | Sayyid Ṣāliḥ Jabr                                                 |                                                  | 1860-1949                                        | 29 marzo 1947                                    | 29 gennaio 1948                                  | 1946                                                                     | Ḥizb al-Umma al-Ishtirākī                                                | Faysal II                                        |                                                  |
| 31                                               | Sayyid Muḥammad al-Ṣadr                                           |                                                  | 1900-2000                                        | 29 gennaio 1948                                  | 26 giugno 1948                                   | 1946                                                                     | Indipendente                                                             | Faysal II                                        |                                                  |
| 32                                               | Muzāhim al-Bāgiahgī                                               |                                                  | 1890-1982                                        | 26 giugno 1948                                   | 6 gennaio 1949                                   | 1948                                                                     | Indipendente                                                             | Faysal II                                        |                                                  |
| 33                                               | Nūrī al-Saʿīd (5ª volta)                                          |                                                  | 1888-1958                                        | 6 gennaio 1949                                   | 10 dicembre 1949                                 | 1948                                                                     | Militare/Ḥizb al-Ittiḥād al-Dustūrī (Partito dell'Unione Costituzionale) | Faysal II                                        |                                                  |
| 34                                               | ʿAlī Jawdat al-Ayyūbī (2ª volta)                                  |                                                  | 1886-1969                                        | 10 dicembre 1949                                 | 5 febbraio 1950                                  | 1948                                                                     | Militare                                                                 | Faysal II                                        |                                                  |
| 35                                               | Tawfīq al-Suwaydī (3ª volta)                                      |                                                  | 1892-1968                                        | 5 febbraio 1950                                  | 15 settembre 1950                                | 1948                                                                     | Indipendente                                                             | Faysal II                                        |                                                  |
| 36                                               | Nūrī al-Saʿīd (6ª volta)                                          |                                                  | 1888–1958                                        | 15 settembre 1950                                | 12 luglio 1952                                   | 1948                                                                     | Militare/Ḥizb al-Ittiḥād al-Dustūrī (Partito dell'Unione Costituzionale) | Faysal II                                        |                                                  |
| 37                                               | Muṣṭafā Maḥmūd al-ʿUmarī                                          |                                                  | 1898-1979                                        | 12 luglio 1952                                   | 23 novembre 1952                                 | 1948                                                                     | Indipendente                                                             | Faysal II                                        |                                                  |
| 38                                               | Nūr al-Dīn Maḥmūd                                                 |                                                  | 1901-1978                                        | 23 novembre 1952                                 | 29 gennaio 1953                                  | 1948                                                                     | Militare                                                                 | Faysal II                                        |                                                  |
| 39                                               | Jamīl al-Midfaʿī (5ª volta)                                       |                                                  | 1890–1958                                        | 29 gennaio 1953                                  | 17 settembre 1953                                | 1953                                                                     | Militare                                                                 | Faysal II                                        |                                                  |
| 40                                               | Fāḍil al-Jamālī                                                   |                                                  | 1903-1997                                        | 17 settembre 1953                                | 29 aprile 1954                                   | 1953                                                                     | Indipendente                                                             | Faysal II                                        |                                                  |
| 41                                               | Arshad al-ʿUmarī (2ª volta)                                       |                                                  | 1888-1978                                        | 29 aprile 1954                                   | 4 agosto 1954                                    | 1953                                                                     | Indipendente                                                             | Faysal II                                        |                                                  |
| 42                                               | Nūrī al-Saʿīd (7ª volta)                                          |                                                  | 1888–1958                                        | 4 agosto 1954                                    | 20 giugno 1957                                   | giugno 1954                                                              | Militare/Ḥizb al-Ittiḥād al-Dustūrī (Partito dell'Unione Costituzionale) | Faysal II                                        |                                                  |
| 42                                               | Nūrī al-Saʿīd (7ª volta)                                          | settembre 1954                                   | 1888–1958                                        | 4 agosto 1954                                    | 20 giugno 1957                                   |                                                                          | Militare/Ḥizb al-Ittiḥād al-Dustūrī (Partito dell'Unione Costituzionale) | Faysal II                                        |                                                  |
| 43                                               | ʿAlī Jawdat al-Ayyūbī (3ª volta)                                  |                                                  | 1886-1969                                        | 20 giugno 1957                                   | 15 dicembre 1957                                 | Militare/al-Jabha al-Ittiḥād al-Waṭaniyya (Fronte dell'Unione Nazionale) |                                                                          | Faysal II                                        |                                                  |
| 44                                               | ʿAbd al-Wahhāb Mirjān                                             |                                                  | 1909–1964                                        | 15 dicembre 1957                                 | 3 marzo 1958                                     | Indipendente                                                             |                                                                          | Faysal II                                        |                                                  |
| 45                                               | Nūrī al-Saʿīd (8ª volta)                                          |                                                  | 1888–1958                                        | 3 marzo 1958                                     | 18 maggio 1958                                   | 1958                                                                     | Militare/Ḥizb al-Ittiḥād al-Dustūrī (Partito dell'Unione Costituzionale) | Faysal II                                        |                                                  |
| 46                                               | Aḥmad Mukhtār Bābān                                               |                                                  | 1900-1976                                        | 18 maggio 1958                                   | 14 luglio 1958 (deposto)                         | 1958                                                                     | Indipendente                                                             | Faysal II                                        |                                                  |
| Repubblica d'Iraq (1958-2003)                    |                                                                   |                                                  |                                                  |                                                  |                                                  |                                                                          |                                                                          |                                                  |                                                  |
| 47                                               | ʿAbd al-Karīm Qāsim (Kassem)                                      |                                                  | 1914–1963                                        | 14 luglio 1958                                   | 8 febbraio 1963 (deposto)                        | 1958                                                                     | Militare                                                                 | Muḥammad Najīb al-Rubaʿī                         |                                                  |
| 48                                               | Ahmad Hasan al-Bakr (1ª volta)                                    |                                                  | 1914-1982                                        | 8 febbraio 1963                                  | 18 novembre 1963                                 | 1958                                                                     | Militare/Baʿth                                                           | ʿAbd al-Salām ʿĀrif                              |                                                  |
| 49                                               | Ṭāhir Yaḥyā (1ª volta)                                            |                                                  | 1915-1986                                        | 20 novembre 1963                                 | 6 settembre 1965                                 | 1958                                                                     | Militare/Unione Socialista Araba                                         | ʿAbd al-Salām ʿĀrif                              |                                                  |
| 50                                               | ʿĀrif ʿAbd al-Razzāq                                              |                                                  | 1921-2007                                        | 6 settembre 1965                                 | 21 settembre 1965                                | 1958                                                                     | Militare/Unione Socialista Araba                                         | ʿAbd al-Salām ʿĀrif                              |                                                  |
| 51                                               | ʿAbd al-Raḥmām al-Bazzāz                                          |                                                  | 1913-1973                                        | 21 settembre 1965                                | 9 agosto 1966                                    | 1958                                                                     | Indipendente                                                             | ʿAbd al-Salām ʿĀrif                              |                                                  |
| 52                                               | Nājī Ṭālib                                                        |                                                  | 1917-2012                                        | 9 agosto 1966                                    | 10 maggio 1967                                   | 1958                                                                     | Indipendente                                                             | ʿAbd al-Raḥmān ʿĀrif                             |                                                  |
| 53                                               | ʿAbd al-Raḥmān ʿĀrif (anche Presidente della Repubblica)          |                                                  | 1916-2007                                        | 10 maggio 1967                                   | 10 luglio 1967                                   | 1958                                                                     | Militare/Unione Socialista Araba                                         | ʿAbd al-Raḥmān ʿĀrif                             |                                                  |
| 54                                               | Ṭāhir Yaḥyā (2ª volta)                                            |                                                  | 1915-1986                                        | 10 luglio 1967                                   | 17 luglio 1968 (deposto)                         | 1958                                                                     | Militare/Unione Socialista Araba                                         | ʿAbd al-Raḥmān ʿĀrif                             |                                                  |
| 55                                               | ʿAbd al-Razzāq al-Nāʾif                                           |                                                  | 1933-1978                                        | 17 luglio 1968                                   | 30 luglio 1968                                   | 1958                                                                     | Militare                                                                 | Aḥmad Ḥasan al-Bakr                              |                                                  |
| 56                                               | Aḥmad Ḥasan al-Bakr (2ª volta, anche Presidente della Repubblica) |                                                  | 1914–1982                                        | 31 luglio 1968                                   | 16 luglio 1979                                   | 1958                                                                     | Militare/Baʿth                                                           | Aḥmad Ḥasan al-Bakr                              |                                                  |
| 57                                               | Saddam Hussein (1ª volta, anche Presidente della Repubblica)      |                                                  | 1937-2006                                        | 16 luglio 1979                                   | 23 marzo 1991                                    | 1958                                                                     | Baʿth                                                                    | Saddam Hussein                                   |                                                  |
| 57                                               | Saddam Hussein (1ª volta, anche Presidente della Repubblica)      | 1980                                             | 1937-2006                                        | 16 luglio 1979                                   | 23 marzo 1991                                    |                                                                          | Baʿth                                                                    | Saddam Hussein                                   |                                                  |
| 57                                               | Saddam Hussein (1ª volta, anche Presidente della Repubblica)      | 1984                                             | 1937-2006                                        | 16 luglio 1979                                   | 23 marzo 1991                                    |                                                                          | Baʿth                                                                    | Saddam Hussein                                   |                                                  |
| 57                                               | Saddam Hussein (1ª volta, anche Presidente della Repubblica)      | 1989                                             | 1937-2006                                        | 16 luglio 1979                                   | 23 marzo 1991                                    |                                                                          | Baʿth                                                                    | Saddam Hussein                                   |                                                  |
| 58                                               | Saʿdūn Ḥammādī                                                    |                                                  | 1930-2007                                        | 23 marzo 1991                                    | 13 settembre 1991                                | Baʿth                                                                    |                                                                          | Saddam Hussein                                   |                                                  |
| 59                                               | Muhammad Hamza al-Zubaydi                                         |                                                  | 1938–2005                                        | 16 settembre 1991                                | 5 settembre 1993                                 | Baʿth                                                                    |                                                                          | Saddam Hussein                                   |                                                  |
| 60                                               | Aḥmad Ḥusayn Khudayir al-Sāmarrāʾī                                |                                                  | 1941-                                            | 5 settembre 1993                                 | 29 maggio 1994                                   | Baʿth                                                                    |                                                                          | Saddam Hussein                                   |                                                  |
| 61                                               | Saddam Hussein (2ª volta, anche Presidente della Repubblica)      |                                                  | 1937-2006                                        | 29 maggio 1994                                   | 9 aprile 2003 (deposto)                          | 1996                                                                     | Baʿth                                                                    | Saddam Hussein                                   |                                                  |
| 61                                               | Saddam Hussein (2ª volta, anche Presidente della Repubblica)      | 2000                                             | 1937-2006                                        | 29 maggio 1994                                   | 9 aprile 2003 (deposto)                          |                                                                          | Baʿth                                                                    | Saddam Hussein                                   |                                                  |
| Occupazione dell'Iraq (2003-2004)                |                                                                   |                                                  |                                                  |                                                  |                                                  |                                                                          |                                                                          |                                                  |                                                  |
| 62                                               | Autorità Provvisoria della Coalizione                             |                                                  | -                                                | 21 aprile 2003                                   | 28 giugno 2004                                   | -                                                                        | -                                                                        | -                                                |                                                  |
| Consiglio di Governo Iracheno (2003-2004)        |                                                                   |                                                  |                                                  |                                                  |                                                  |                                                                          |                                                                          |                                                  |                                                  |
| 63                                               | Muḥammad Baḥr al-ʿUlūm (1ª volta)                                 |                                                  | 1927-2015                                        | 13 luglio 2003                                   | 31 luglio 2003                                   |                                                                          | Indipendente                                                             | L. Paul Bremer                                   |                                                  |
| 64                                               | Ibrāhīm al-Jaʿfarī (1ª volta)                                     |                                                  | 1947-                                            | 1º agosto 2003                                   | 31 agosto 2003                                   |                                                                          | Partito Islamico Da'wa                                                   | L. Paul Bremer                                   |                                                  |
| 65                                               | Aḥmad Chalabī                                                     |                                                  | 1944-2015                                        | 1º settembre 2003                                | 30 settembre 2003                                |                                                                          | Congresso Nazionale Iracheno                                             | L. Paul Bremer                                   |                                                  |
| 66                                               | Iyāḍ ʿAllāwī (1ª volta)                                           |                                                  | 1944-                                            | 1º ottobre 2003                                  | 31 ottobre 2003                                  |                                                                          | Alleanza Nazionale Irachena                                              | L. Paul Bremer                                   |                                                  |
| 67                                               | Jalāl Ṭālabānī                                                    |                                                  | 1933-2017                                        | 1º novembre 2003                                 | 30 novembre 2003                                 |                                                                          | Unione Patriottica del Kurdistan                                         | L. Paul Bremer                                   |                                                  |
| 68                                               | ʿAbd al-ʿAzīz al-Ḥakīm                                            |                                                  | 1950-2009                                        | 1º dicembre 2003                                 | 31 dicembre 2003                                 |                                                                          | Consiglio Supremo per la Rivoluzione Islamica in Iraq                    | L. Paul Bremer                                   |                                                  |
| 69                                               | Adnān Bāgiahgī                                                    |                                                  | 1923-2019                                        | 1º gennaio 2004                                  | 31 gennaio 2004                                  |                                                                          | Assemblea dei Democratici Indipendenti                                   | L. Paul Bremer                                   |                                                  |
| 70                                               | Muḥsin ʿAbd al-Ḥamīd                                              |                                                  | 1937-                                            | 1º febbraio 2004                                 | 29 febbraio 2004                                 |                                                                          | Partito Islamico Iracheno                                                | L. Paul Bremer                                   |                                                  |
| 71                                               | Muḥammad Baḥr al-ʿUlūm (2ª volta)                                 |                                                  | 1927-2015                                        | 1º marzo 2004                                    | 31 marzo 2004                                    |                                                                          | Indipendente                                                             | L. Paul Bremer                                   |                                                  |
| 72                                               | Masʿūd Bārzānī                                                    |                                                  | 1946-                                            | 1º aprile 2004                                   | 30 aprile 2004                                   |                                                                          | Partito Democratico del Kurdistan                                        | L. Paul Bremer                                   |                                                  |
| 73                                               | ʿIzz al-Dīn Salīm                                                 |                                                  | 1943-2004                                        | 1º maggio 2004                                   | 17 maggio 2004                                   |                                                                          | Partito Islamico Da'wa                                                   | L. Paul Bremer                                   |                                                  |
| 74                                               | Ghāzī Mashʿal Ajīl al-Yāwar                                       |                                                  | 1958-                                            | 17 maggio 2004                                   | 28 maggio 2004                                   |                                                                          | Gli Iracheni                                                             | L. Paul Bremer                                   |                                                  |
| Repubblica d'Iraq (2004-oggi)                    |                                                                   |                                                  |                                                  |                                                  |                                                  |                                                                          |                                                                          |                                                  |                                                  |
| 75                                               | Iyāḍ ʿAllāwī (2ª volta)                                           |                                                  | 1944-                                            | 28 maggio 2004                                   | 7 aprile 2005                                    |                                                                          | Alleanza Nazionale Irachena                                              | Ghazi Mashal Ajil al-Yawer                       |                                                  |
| 76                                               | Ibrāhīm al-Jaʿfarī (2ª volta)                                     |                                                  | 1947-                                            | 7 aprile 2005                                    | 20 maggio 2006                                   | 2005                                                                     | Partito Islamico Da'wa                                                   | Jalāl Ṭālabānī                                   |                                                  |
| 76                                               | Ibrāhīm al-Jaʿfarī (2ª volta)                                     | dicembre 2005                                    | 1947-                                            | 7 aprile 2005                                    | 20 maggio 2006                                   |                                                                          | Partito Islamico Da'wa                                                   | Jalāl Ṭālabānī                                   |                                                  |
| 77                                               | Nūrī al-Mālikī                                                    |                                                  | 1950-                                            | 20 maggio 2006                                   | 11 agosto 2014                                   | Partito Islamico Da'wa                                                   |                                                                          | Jalāl Ṭālabānī                                   |                                                  |
| 77                                               | Nūrī al-Mālikī                                                    | 2010                                             | 1950-                                            | 20 maggio 2006                                   | 11 agosto 2014                                   | Partito Islamico Da'wa                                                   |                                                                          | Jalāl Ṭālabānī                                   |                                                  |
| 77                                               | Nūrī al-Mālikī                                                    | 2014                                             | 1950-                                            | 20 maggio 2006                                   | 11 agosto 2014                                   | Partito Islamico Da'wa                                                   |                                                                          | Jalāl Ṭālabānī                                   |                                                  |
| 78                                               | Ḥaydar al-ʿAbādī                                                  |                                                  | 1952-                                            | 11 agosto 2014                                   | 25 ottobre 2018                                  | Partito Islamico Da'wa                                                   | Fuad Masum                                                               |                                                  |                                                  |
| 78                                               | Ḥaydar al-ʿAbādī                                                  | 2018                                             | 1952-                                            | 11 agosto 2014                                   | 25 ottobre 2018                                  | Partito Islamico Da'wa                                                   | Fuad Masum                                                               |                                                  |                                                  |
| 79                                               | Adil Abdul-Mahdi                                                  |                                                  | 1942 -                                           | 25 ottobre 2018                                  | 6 maggio 2020                                    | Indipendente                                                             | Barham Salih                                                             |                                                  |                                                  |
| 80                                               | Mustafa Al-Kadhimi                                                |                                                  | 1967                                             | 7 maggio 2020                                    | 28 ottobre 2022                                  | Indipendente                                                             | Barham Salih                                                             |                                                  |                                                  |
| 81                                               | Mohammed Shia' Al Sudani                                          |                                                  | 1970                                             | 28 ottobre 2022                                  | in carica                                        | 2021                                                                     | Partito Islamico Da'wa                                                   | Abdul Latif Rashid                               |                                                  |